# کرم‌ها: یک شگفتی فضایی
کرم‌ها: یک شگفتی فضایی (به انگلیسی: Worms: A Space Oddity): یک بازی ویدیویی تاکتیکی با سلاح‌های توپخانه‌ای است که توسط تیم ۱۷ توسعه یافته و توسط THQ برای کنسول Wii منتشر شده است. این بازی در تاریخ ۱۸ مارس ۲۰۰۸ در آمریکای شمالی منتشر شد و پس از آن در سایر مناطق نیز عرضه گردید.